# 호명역
호명역(虎鳴驛)은 지금의 경상북도 예천군 호명면 직산1리에 위치했던 구 경북선의 철도역이다. 폐역 이후에도 역사는 민가로 활용되었으나, 34번 국도 확장공사로 인해 지금은 터조차 남아있지 않다.

## 연혁
- 1931년 10월 16일 : 보통역으로 영업 개시[1]
- 1944년 10월 1일 : 태평양 전쟁 전시 공출 명령으로 인한 점촌 ~ 안동간 선로철거로 폐역[2]
- 1945년 8월 15일 : 역사 철거